# John Goodricke
John Goodricke (Groningen, 17 september 1764 – York (Engeland), 20 april 1786) was een ernstig dove amateur-astronoom.
Goodricke is vooral bekend van zijn observaties van de veranderlijke ster Algol (Beta Persei) in 1782. Van verschillende sterren was al bekend dat ze varieerden in magnitude, maar Goodricke was de eerste die aan een mechanisme dacht om dit te verklaren. Hij suggereerde dat Algol is wat nu bekendstaat als een dubbelster.

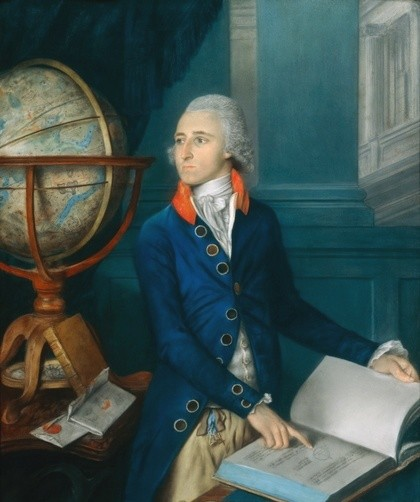
John Goodricke

## Erkenning
Goodricke presenteerde zijn bevindingen in mei 1783 aan de Royal Society in mei 1783, dat hem in 1784 de Copley Medal uitreikte. Goodricke werd op 16 april 1786 verkozen tot Fellow of the Royal Society. Hij heeft dat zelf nooit geweten, omdat hij vier dagen later stierf aan, vermoedelijk, een longontsteking. Het Goodricke College van de Universiteit van York is vernoemd naar Goodricke. Daar staat ook een moderne sculptuur genaamd Algol.

## Biografie
Hoewel geboren in Nederland, woonde Goodricke het grootste deel van zijn leven in Engeland. Hij werd vernoemd naar zijn grootvader Sir John Goodricke. Goodricke was het grootste deel van zijn leven ernstig doof, als gevolg van roodvonk in zijn jeugd. Zijn ouders stuurden hem naar de Britse dovenschool Thomas Braidwood's Academy in Edinburgh en in 1778 naar de Warrington Academy, een dissenters college (voor mensen die zich afkeerden van de Anglicaanse Kerk en zich hard maakten voor een scheiding tussen kerk en staat).
Nadat Goodricke de academie verliet, ging hij bij zijn ouders in York wonen. Daar raakte hij bevriend met astronoom Edward Pigott, wiens vader Nathaniel Pigott (eveneens astronoom) een particuliere sterrenwacht had gebouwd. Pigott jr. was al geïnteresseerd in dubbelsterren en hij gaf Goodricke een lijst van degenen die hij het observeren waard achtte.

## Onderzoek naar Goodricke
Tussen oktober 2005 en maart 2006 deden Sean Ellingham en James Valner van de Universiteit van York een onderzoek om de exacte positie van Goodrickes observatorium te achterhalen, met behulp van de gegevens die hij geregistreerd had. Een studie van Sidney Melmore uit 1949 toonde al aan dat hij werkte vanuit het Treasurer's House in Martock (Somerset), een middeleeuws priestershuis. Ellingham en Valner reconstrueerden Goodrickes observaties en concludeerden dat hij had waargenomen uit het oostelijkste venster van de tweede verdieping, kijkend naar het zuiden, richting de kerk.
- Bibliothèque nationale de France: cb125363157 (data)
- Gemeinsame Normdatei: 1175972673
- Library of Congress Control Number: nr91031890
- Nationale Bibliotheek van Israël: 987007598992005171
- SNAC: w67t0dsj
- Système universitaire de documentation: 03462693X
- Virtual International Authority File: 22000018